# Сцена (газета, 1912)
«Сцена» — русская театральная, литературная, спортивная газета, издававшаяся в Одессе в декабре 1912 года. Выходила ежедневно. Редактор-издатель И. М. Шинкарев.
Печатались программы и либретто всех одесских театров.

## Описание
46 см, 4 с. Илл.
1912 № 1 (6-XII) — последний № 8 (14-XII).